# Jesogammarus paucisetulosus
Jesogammarus paucisetulosus is een vlokreeftensoort uit de familie van de Anisogammaridae. De wetenschappelijke naam van de soort is voor het eerst geldig gepubliceerd in 1984 door Morino.